# أنتوني أوغوستين
أنتوني أوغوستين (بالإنجليزية: Anthony Augustine)‏ (مواليد 26 سبتمبر 1980 في سانت مارك باريش) لاعب كرة قدم غرينادي دولي يجيد اللعب في خط الوسط . يلعب حاليا لصالح نادي ويسترين ماس بايونيرز الأمريكي من سنة 2005 .

## روابط خارجية
- أنتوني أوغوستين على موقع الاتحاد الدولي (مؤرشف)  (الإنجليزية)
- أنتوني أوغوستين على موقع قاعدة بيانات كرة القدم.إي يو (الإنجليزية)
- أنتوني أوغوستين على موقع ناشيونال فوتبول تيمز (الإنجليزية)
- أنتوني أوغوستين على موقع Soccerway.com (الإنجليزية)